# 12868 Onken
12868 Onken eller 1998 MZ7 är en asteroid i huvudbältet som upptäcktes den 19 juni 1998 av LONEOS vid Anderson Mesa Station. Den är uppkallad efter Christopher S. Onken.